# Nikos Mamangakis
Níkos Mamangákis (Retimo, 3 marzo 1929 – Atene, 24 luglio 2013) è stato un compositore greco.

## Biografia
Níkos Mamangákis (greco moderno: Νίκος Μαμαγκάκης), nato il 3 marzo 1929 a Rethymno sull'isola di Creta, è stato un compositore greco, celebre soprattutto per le sue colonne sonore cinematografiche.
Dopo aver studiato a Creta, prosegue la sua formazione musicale al Conservatorio di Atene per poi trasferirsi nel 1957 presso la Hochschule für Musik und Theater München di Monaco, dove studia con Carl Orff e Harald Genzmer.
Le sue ricerche iniziali relative ad un rinnovo timbrico e alle relazioni ritmiche e strutturali basate su proporzioni numeriche, traggono ispirazione sia dalla musica occidentale che dai riferimenti alla musica demotica. Il risultato di questa ricerca si concretizza tra l'altro nell'utilizzo di vari strumenti tradizionali nelle sue opere (come la lira cretese, la cetra, il santur, ecc.).
Nel 1964 vince il premio per la miglior colonna sonora originale alla Settimana del cinema greco, nel corso del Festival Internazionale del film di Tessalonica, per le musiche del film La vergine nuda, di Giorgos Sarris.
Oltre alle sue composizioni per orchestra e a quelle per l'opera, è autore di numerose colonne sonore per il cinema e di musiche per il teatro. Ha scritto anche delle composizioni per diversi cantori popolari.
È morto di cancro il 24 luglio 2013, all'età di 84 anni, presso l'ospedale Erikkos Dynan di Atene.

## Composizioni

### Opere
- 1963: Anarchia
- 1970: Erofili
- 1972: Kikeonas, per le Olimpiadi del 1972
- 1982–84: Odyssee (Οδύσσεια) di Nikos Kazantzakis
- 1985: Erotokritos (Ερωτόκριτος)
- 1997: Όπερα των σκιών
- 2000: Ta Iera Tragoudia tou Erota (Τα ιερά τραγούδια του έρωτα)

## Filmografia

### Colonne sonore
- La vergine nuda (Monemvasia), regia di Yiorgos Sarris (1964)
- Mediterraneo in fiamme (I Mesogeios flegetai), regia di Dimis Dadiras (1970)
- La cosa d'oro (Das goldene Ding), regia collettiva (1972)
- Amanti (The Lifetaker), regia di Michael Papas (1975)
- Bomber & Paganini, regia di Nicos Perakis (1976)
- Ora zero (Stunde Null), regia di Edgar Reitz (1977)
- Il sarto di Ulm (Der Schneider von Ulm), regia di Edgar Reitz (1978)
- Storie dai villaggi dell'Hunsruck (Geschichten aus den Hunsrückdörfern), regia di Edgar Reitz - documentario (1982)
- Arpa Colla, regia di Nicos Perakis (1982)
- Heimat, regia di Edgar Reitz (1984)
- Heimat 2 - Cronaca di una giovinezza (Die zweite Heimat - Chronik einer Jugend), regia di Edgar Reitz (1992)
- Kaspar Hauser, regia di Peter Sehr (1993)
- Heimat-Fragmente: Die Frauen, regia di Edgar Reitz (2006)